# Nick Gillekens
Nick Gillekens (Leuven, 5 juli 1995) is een Belgische voetballer die sinds seizoen 2022-2023 uitkomt voor KVC Westerlo. Hij is de broer van voetballer Jordy Gillekens.

## Carrière

### Jeugd
Nick Gillekens werd geboren in Leuven, maar groeide op in Huldenberg. Hij begon met voetballen bij het bescheiden VK Rode, dat hij al snel inruilde voor de jeugd van KVK Tienen. In 2010 maakte de jonge doelman de overstap naar Oud-Heverlee Leuven. In het seizoen 2013/14 maakte hij de overstap naar het eerste elftal en werd hij samen met Senne Vits derde doelman na Logan Bailly en Yves Lenaerts.

### Oud-Heverlee Leuven
Op 24 september 2014 maakte Gillekens zijn officieel debuut voor Oud-Heverlee Leuven. Hij mocht toen van coach Ivan Leko in de basis starten in de bekerwedstrijd tegen KV Kortrijk. Leuven verloor het duel met 1-3. Precies een maand later debuteerde hij ook in de competitie. Hij mocht toen 90 minuten meespelen in een duel tegen RAEC Mons. De wedstrijd eindigde in een gelijkspel (1-1).
In de voorbereiding op het seizoen 2015/16 verliet zowel Logan Bailly als Senne Vits de club, waardoor Gillekens de doublure werd van Yves Lenaerts.
Bij de seizoenstart 2016/17 werd hij de nummer 1 van OHL. In zijn eerste wedstrijden van de voorbereiding werd hij meermaals met veel lof als uitblinker van de jonge ploeg bestempeld. Na twee seizoenen verloor hij zijn vaste stek onder de lat aan Laurent Henkinet. Zijn aflopende contract werd niet verlengd.

### Moeskroen
Gillekens ging in juni 2019 op de proef bij SC Cambuur en legde een maand later een aanbod van KFCO Beerschot Wilrijk naast zich neer. Op 8 november 2019 vond Gillekens onderdak bij Royal Excel Moeskroen, waar hij een contract tot 2021 ondertekende. Gillekens kwam in zijn eerste seizoen bij de club echter niet actie, hij fungeerde als doublure voor Jean Butez. Nadat Butez in de zomer van 2020 vertrok naar Royal Antwerp FC hoopte Gillekens zijn kans te kunnen gaan als eerste doelman, hij verloor de concurrentiestrijd echter van nieuwe doelman Hervé Koffi. In 2022 vertrok hij naar KVC Westerlo voor 4 seizoenen.

## Statistieken
| Seizoen | Club                  | Land            | Competitie      | Competitie | Competitie | Beker | Beker | Europees | Europees | Totaal | Totaal |
| Seizoen | Club                  | Land            | Competitie      | Wed.       | Dlp.       | Wed.  | Dlp.  | Wed.     | Dlp.     | Wed.   | Dlp.   |
| ------- | --------------------- | --------------- | --------------- | ---------- | ---------- | ----- | ----- | -------- | -------- | ------ | ------ |
| 2013/14 | Oud-Heverlee Leuven   | Vlag van België | Eerste Klasse A | 0          | 0          | 0     | 0     | —        | —        | 0      | 0      |
| 2014/15 | Oud-Heverlee Leuven   | Vlag van België | Proximus League | 1          | 0          | 1     | 0     | —        | —        | 2      | 0      |
| 2015/16 | Oud-Heverlee Leuven   | Vlag van België | Eerste Klasse A | 0          | 0          | 0     | 0     | —        | —        | 0      | 0      |
| 2016/17 | Oud-Heverlee Leuven   | Vlag van België | Proximus League | 22         | 0          | 2     | 0     | —        | —        | 24     | 0      |
| 2017/18 | Oud-Heverlee Leuven   | Vlag van België | Proximus League | 26         | 0          | 2     | 0     | —        | —        | 28     | 0      |
| 2018/19 | Oud-Heverlee Leuven   | Vlag van België | Proximus League | 9          | 0          | 1     | 0     | —        | —        | 10     | 0      |
| 2019/20 | Royal Excel Moeskroen | Vlag van België | Eerste klasse A | 0          | 0          | 0     | 0     | —        | —        | 0      | 0      |
| 2020/21 | Royal Excel Moeskroen | Vlag van België | Eerste klasse A | 0          | 0          | 1     | 0     | —        | —        | 1      | 0      |
| 2021/22 | Royal Excel Moeskroen | Vlag van België | Proximus League | 19         | 0          | 0     | 0     | —        | —        | 2      | 0      |
| TOTAAL  | TOTAAL                | TOTAAL          | TOTAAL          | 77         | 0          | 7     | 0     | 0        | 0        | 67     | 0      |

## Trivia
- Zijn 5 jaar jongere broer Jordy Gillekens is ook actief als profvoetballer. Hij speelt als verdediger en kreeg net zoals Nick Gillekens zijn opleiding bij Oud-Heverlee Leuven.
- In 2015 richtte hij de 'Nick Gillekens Foundation' op. Jaarlijks organiseert deze organisatie een  voetbaltornooi ten voordele van het Kinderkankerfonds. [5]

3 Haidara ·
4 Fixelles ·
7 Sayyadmanesh ·
9 Frigan ·
15 Sydorchuk ·
17 Smekens ·
18 Yow ·
20 Gillekens ·
21 Bernát ·
22 Reynolds ·
23 Seigers ·
25 Rommens ·
30 Van Langendonck ·
31 Annell ·
33 Neustädter ·
34 Haspolat ·
39 Van den Keybus ·
40 Bayram ·
46 Piedfort ·
49 Placias ·
60 De Boeck ·
73 Lapage ·
77 Alcócer ·
90 Ferri ·
Jungdal ·
Bolat ·
Vaesen ·
Mebude ·
Sakamoto ·
Gouré ·
Coach: Charaï